# Tarzan e i cacciatori bianchi
Tarzan e i cacciatori bianchi (Tarzan and the Huntress) è un film del 1947 diretto da Kurt Neumann.
Il soggetto è liberamente ispirato alle avventure di Tarzan delle Scimmie, il famoso romanzo di Edgar Rice Burroughs del 1912. Il film è l'undicesimo dei dodici della saga di Tarzan interpretati dall'attore Johnny Weissmuller, già primo uomo al mondo a nuotare i 100 metri stile libero sotto il minuto e vincitore di cinque medaglie d'oro olimpiche ai Parigi 1924 e Amsterdam 1928. Ed è l'ottavo e ultimo in cui l'attore bambino Johnny Sheffield compare nel ruolo di "Piccolo" ("Boy"), il figlio adottivo di Tarzan e Jane.

## Trama
Una truppa di venditori clandestini di animali composta da Paul Weir, Tanya Rawlins e Carl Marley si avventura nelle terre dell'Africa con scopo di catturarne alcune rare specie. Ottengono il permesso da Re Ferrod e suo nipote e cominciano l'operazione, ma presto Tarzan, Piccolo e la simpatica Cita daranno loro filo da torcere.